# 京都府道659号二箇河辺線
京都府道659号二箇河辺線（きょうとふどう659ごう にかこうべせん）は、京都府京丹後市を通る一般府道である。

## 概要
京丹後市峰山町二箇から京丹後市大宮町河辺に至る。
起終点である国道312号の南方を走り、峰山町五箇地区から峰山町市街地を経ずに大宮町河辺地区とを連絡する路線である。

### 路線データ
- 起点：京丹後市峰山町二箇（国道312号交点）
- 終点：京丹後市大宮町河辺（河辺千丈敷交差点、国道312号交点、京都府道658号久住河辺線終点）
- 総延長：4.7558 km[1]

## 歴史
本路線は、道路法（昭和27年法律第180号）第7条の規定に基づき、一般府道として1959年（昭和34年）に京都府が第1次認定した路線のひとつである。当初は大宮町善王寺の国道312号旧道交点を終点とし、路線名も二箇善王寺線であったが、その後竹野川対岸に開通して現道となった国道312号大宮バイパス交点に終点を移した際に所在地が大宮町河辺となったことから、路線名が二箇河辺線に変更された。

### 年表
- 1959年（昭和34年）12月18日 - 京都府が一般府道262号二箇善王寺線として認定[2]。
- 1990年（平成2年） - 終点を中郡大宮町善王寺（当時）から同町河辺の国道312号大宮バイパス交点へ移し、名称を二箇河辺線に変更[3]。
- 1994年（平成6年）4月1日 - 京都府が路線番号を再編（路線認定の一部改正）し、府道659号に変更される[4]。

## 路線状況
起点から国道312号と並走する区間を中心に未改良区間も残存するが、それ以外の区間では概ね両側2車線に改良されている。

### 道路施設

#### 橋梁
- 三ツ橋（竹野川、京丹後市）

## 地理
かつては中郡峰山町と中郡大宮町にまたがる路線であった。いわゆる平成の大合併により、2004年（平成16年）4月1日に京丹後市として合併したため、同市で完結する路線となった。

### 通過する自治体
- 京都府
  - 京丹後市

### 交差する道路
| 交差する道路                      | 交差する場所 | 交差する場所            |
| --------------------------------- | ------------ | ----------------------- |
| 国道312号 国道482号 重複          | 峰山町二箇   | 起点                    |
| 国道312号 京都府道658号久住河辺線 | 大宮町河辺   | 河辺千丈敷交差点 / 終点 |

### 交差する鉄道
- 北近畿タンゴ鉄道宮津線

### 沿線
- 峰山途中ヶ丘公園
- 丹後織物工業組合中央加工場